# Hendrik II van Robbroek
Hendrik II (Mechelen) ridder van Robbroek was tijdens de eerste helft van de 15e eeuw schepen, ontvanger en schout van de stad Mechelen.

## Afkomst
Hendrik II van Robbroek is een telg van het huis van Robbroe(c)k, een oud Brabants riddergeslacht. Oorspronkelijk waren zij heren van Merchtem en Steenhuffel, maar weken later uit naar de stad Mechelen waarbij meerdere leden van het geslacht aangesteld werden als schepenen en rentmeesters van het Land van Mechelen.

## Schout en schepen

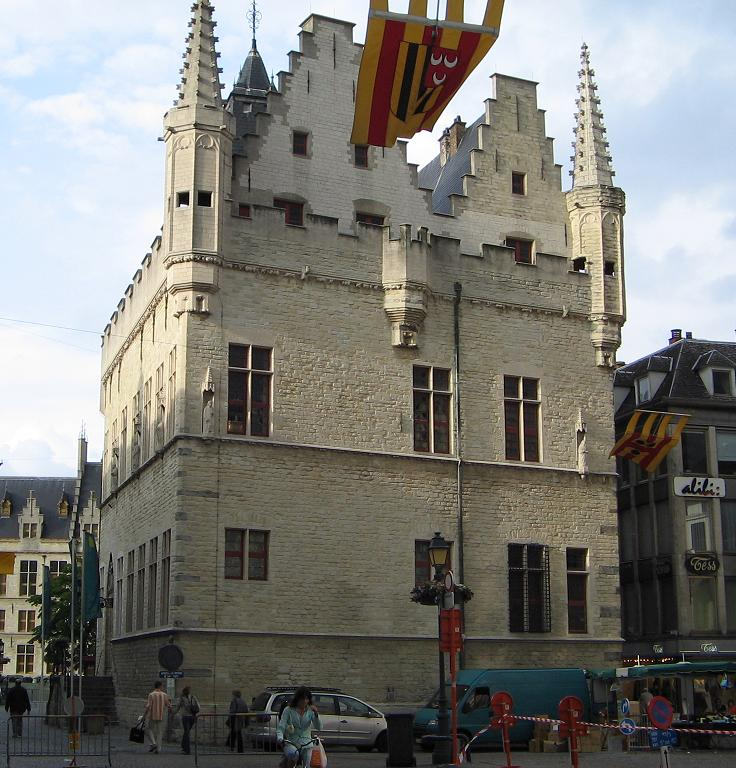
Het Schepenhuis van Mechelen.

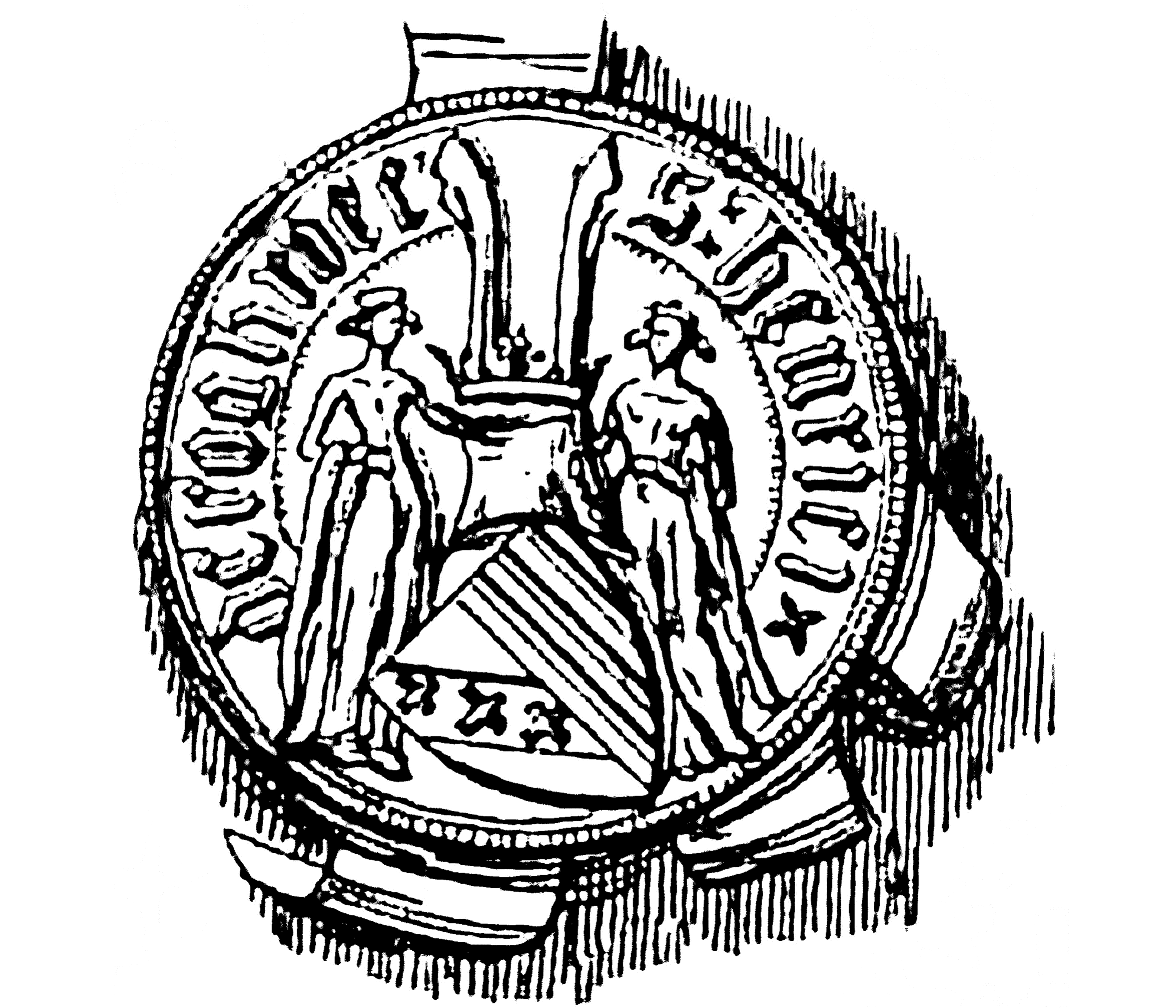
De officiële zegel van Hendrik II.

Hendrik II van Robbroek werd in navolging van zijn vader schepen in de Mechelse schepenbank. In 1432 werd Hendrik II van Robbroek schout van de stad Mechelen in naam van Filips de Goede, hertog van Brabant. Hij zou schout blijven tot aan zijn overlijden, dit ambt combineerde hij met zijn ambt als ontvanger van de stad Mechelen. Hij trouwde met jonkvrouw Elisabeth de Voesdonc en kregen een zoon: Guillaume van Robbroek. Hendrik II van Robbroek betaalde volgens een akte in 1425 de achterstalige rechten van het kasteel van Helmond op het paleis van Tervuren. Dit deed hij in naam van Jan den Bonte die leenheer was van het kasteel van Helmond voor Jan van Berlaer. Aan de hand van een bekendmaking uit 1443 beschrijft Filips de Goede dat Hendrik van Robbroek voor hem een erfrente voor het kasteel en dorp van Heverlee van 4 ponden heeft overgedragen aan de stad Leuven. Wellicht bedoelt men hier Hendrik III van Robbroek mee.